# Abschnittsbefestigung Die Kuchel
Die Abschnittsbefestigung Die Kuchel ist eine abgegangene mittelalterliche Abschnittsbefestigung auf 446 m ü. NHN etwa 2200 m südsüdwestlich der Filialkirche St. Johann Baptist von Biesenhard, einem Gemeindeteil des Marktes Wellheim im Landkreis Eichstätt in Bayern.
Die Anlage wird als Bodendenkmal unter der Aktennummer D-1-7132-0011 als „Höhensiedlung der Bronzezeit und der Urnenfelderzeit, Abschnittsbefestigung des Mittelalters“ geführt. Die in einem Waldgebiet liegende Anlage erstreckt sich über die Bergkuppe des „Kranzelbergs“. Sie befindet sich 170 m östlich und 40 m oberhalb der Schutter.